# جذر هوائي

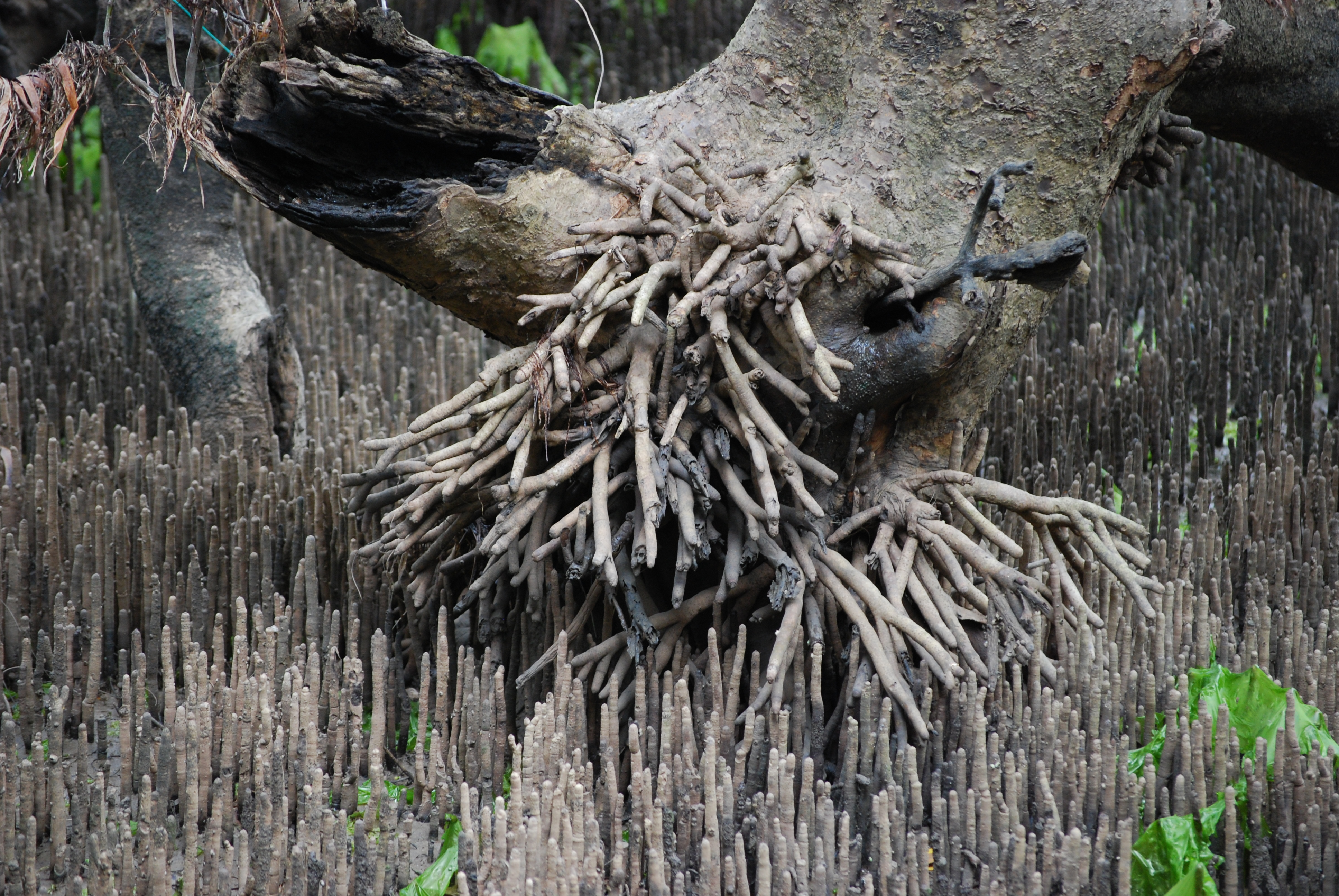
جذور القرم البحري.

الجذر الهوائي أو جذر هوائي (بالإنجليزية: Aerial root)‏، هي الجذور التي ترتفع عادةً من التربة في الهواء فوق مستوى الأرض، مما يسمح للنبات بالحصول على الأكسجين مباشرة من الهواء (تنفس عبر الجذور).
تتميّز الجذور الهوائية عن غيرها من باقي أنواع الجذور ببروزها من ساق الشجرة فوق سطح التربة، حيث تبدو كأنها محلقة في الهواء، وتتمثل أهمية وجودها فوق سطح التربة في استخدامها في التسلق والتشبث بغيرها من النباتات أو ما يحيط بها من أسطح والالتفاف عليها للتسلق والانتشار ضمن أكبر مساحة ممكنة، كما هو الحال في المتسلقات، أمّا القسم الآخر من النبات فيستغل هذه الجذور في الحصول على قطرات الماء المنتشرة في الأجواء الرطبة، تماماً كما يفعل نبات الأوركيد، كما تستفيد النباتات التي تمتلك هذا النوع من الجذور في حفظ غذائها.